# Cheung Wai Leung
Cheung Wai Leung (1959) es un deportista hongkonés que compitió en esgrima en silla de ruedas. Ganó cuatro medallas de oro en los Juegos Paralímpicos de Atlanta 1996.

## Palmarés internacional
| Juegos Paralímpicos | Juegos Paralímpicos      | Juegos Paralímpicos | Juegos Paralímpicos  |
| Año                 | Lugar                    | Medalla             | Prueba               |
| ------------------- | ------------------------ | ------------------- | -------------------- |
| 1996                | Atlanta (Estados Unidos) | Medalla de oro      | Florete individual A |
| 1996                | Atlanta (Estados Unidos) | Medalla de oro      | Espada individual A  |
| 1996                | Atlanta (Estados Unidos) | Medalla de oro      | Florete por equipos  |
| 1996                | Atlanta (Estados Unidos) | Medalla de oro      | Espada por equipos   |